# Porphyrodesme
Porphyrodesme är ett släkte av orkidéer. Porphyrodesme ingår i familjen orkidéer.
Kladogram enligt Catalogue of Life:
| Porphyrodesme | \| \| Porphyrodesme hewittii \| \| \| \| \| \| Porphyrodesme papuana \| \| \| \| \| \| Porphyrodesme sarcanthoides \| \| \| \| |
|               | \| \| Porphyrodesme hewittii \| \| \| \| \| \| Porphyrodesme papuana \| \| \| \| \| \| Porphyrodesme sarcanthoides \| \| \| \| |
|               | Porphyrodesme hewittii |
|               | |
|               | Porphyrodesme papuana |
|               | |
|               | Porphyrodesme sarcanthoides |
|               | |